# NGC 1437
NGC 1436 = NGC 1437 ist eine Balken-Spiralgalaxie vom Hubble-Typ SBab im Sternbild Eridanus südlich des Himmelsäquators. Sie ist schätzungsweise 56 Millionen Lichtjahre von der Milchstraße entfernt und hat einen Durchmesser von etwa 55.000 Lichtjahren. Unter der Katalognummer FCC 290 ist sie als Mitglied des Fornax-Galaxienhaufens gelistet. 

Die Galaxie ist ein Begleiter der elliptische Galaxie NGC 1427.
Das Objekt wurde am 9. Januar 1836 von dem britischen Astronomen John Herschel mit seinem 47,5-cm-Spiegelteleskop entdeckt.

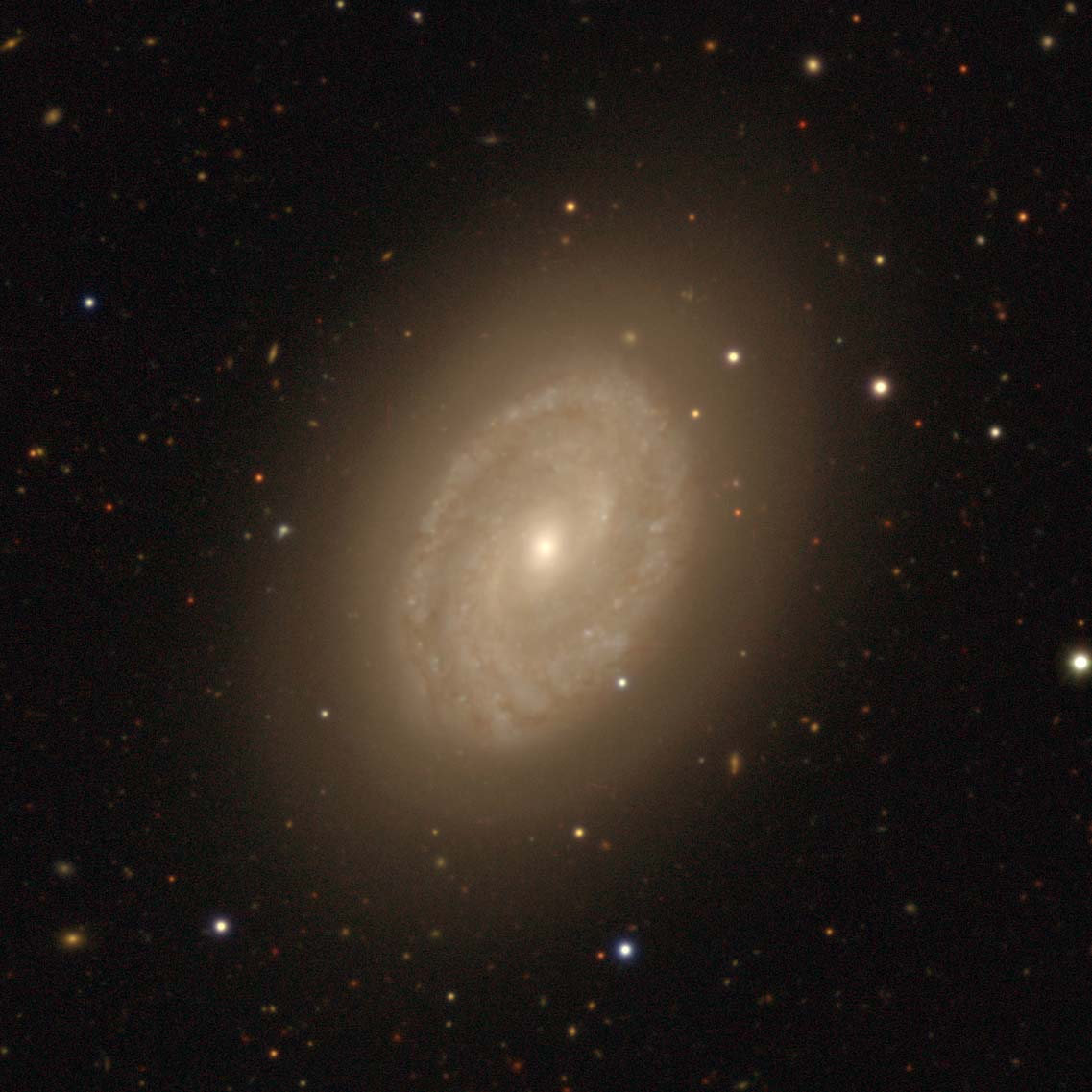